# Giovanni I di Borbone-La Marche
Giovanni I di Borbone-La Marche (1344 – Vendôme, 11 giugno 1393) è stato Conte di La Marche dal mese di aprile 1362 e Conte di Vendôme e di Castres, per diritto di matrimonio, dal 1372, alla sua morte.

## Origine
Giovanni, secondo la Histoire généalogique et chronologique de la maison royale de France era il figlio maschio secondogenito del secondo Conte di la Marche del casato dei Borbone, Conte di Ponthieu e connestabile di Francia, Giacomo I e della moglie, Giovanna di Chatillon Saint-Paul, figlia di Ugo di Châtillon, Signore di Condé, e di Giovanna di Dargies.
Giacomo I di Borbone-La Marche, sia secondo la Histoire du Bourbonnais et des Bourbons qui l'ont possédé, Volume 1, che secondo la Histoire généalogique et chronologique de la maison royale de France era figlio del Signore e poi primo duca di Borbone, conte di Clermont e conte di La Marche, Luigi I e della moglie, Maria di Avesnes, che, secondo il capitolo n° 78a della Chronologia Johannes de Beke era figlia del Conte di Hainaut e conte d'Olanda e di Zelanda Giovanni e della moglie, Filippa di Lussemburgo (1252-6 aprile 1311).

## Biografia
Nel settembre del 1356, suo padre, Giacomo I, partecipò alla Battaglia di Poitiers, dove venne fatto prigionieri dagli inglesi di Edoardo il Principe Nero.
Liberato, dopo il trattato di Brétigny, del maggio 1360, suo padre, Giacomo I, e suo fratello maggiore, Pietro, si impegnarono, nel tentativo di sgominare le bande di mercenari che, resi liberi dopo il trattato di Brétigny, che, durante la guerra dei cent'anni, aveva momentaneamente riappacificato il regno di Francia ed il regno d'Inghilterra, depredavano le campagne francesi.
Le truppe regie comandate, da suo padre, Giacomo, il 2 aprile 1362, furono sconfitte a Brignais, nei pressi di Lione, dalla compagnia di ventura dei Tard-Venus; suo padre, Giacomo morì a Lione il 6 aprile, in seguito alle ferite riportate durante la battaglia.
Giacomo I fu tumulato nella chiesa dei Francescani di Lione.
Alla morte del padre, suo fratello, Pietro, maschio primogenito, gli succedette come Pietro I Conte di la Marche.
Pietro fu conte per pochi giorni, in quanto ferito nella stessa battaglia, sopravvisse al padre solo per qualche giorno.
Pietro, come il padre, fu tumulato nella chiesa dei Francescani di Lione. Giovanni succedette a Pietro, come Conte di la Marche Giovanni I.
Giovanni fu luogotenente per il re di Francia, nel Limosino.
Assieme a Bertrand du Guesclin, futuro Connestabile di Francia e il Maresciallo di Francia Arnoul d'Audrehem, Giovanni comandò le truppe francesi che combatterono in Castiglia (1366-1369), contro il re di Castiglia, Pietro I il Crudele, anche per vendicare la morte della regina Bianca di Borbone, moglie di Pietro, in favore del pretendente al trono, Enrico di Trastamara, detto il Bastardo e poi il Fratricida.
Rientrato in Francia, Giovanni guidò un esercito reale ad Artois contro i fiamminghi, partecipando alla battaglia di Comines e, poi prese parte alla battaglia di Roosebeke, nel 1382.
Assieme a Giovanni di Valois, Giovanni fece la guerra contro gli inglesi, in Guienna, prendendo parete all'assedio del castello di Taillebourg, nel 1384.
Giovanni fu al seguito del re di Francia Carlo VI, nel suo viaggio nel Ducato di Gheldria, nel 1388 e a quello in Linguadoca, nel 1391.
Nel 1372, la moglie, Caterina di Vendôme, era succeduta alla nipote, Giovanna di Vendôme (morta in fasce, pochi mesi dopo il padre, il fratello di Caterina, il Conte di Vendôme e di Castres, Burcardo VII) nel titolo di Contessa di Vendôme e di Castres, per cui Giovanni, per diritto di matrimonio, amministrò le contee di Vendôme e Castres, facendo ricostruire i castelli di Vendôme e Lavardin.
Nel documento n° 3807 dei Titres de la maison ducale de Bourbon, Giovanni si cita come Conte di la Marche, Conte di Vendôme e di Castres (Jean de Bourbon comte de la Marche, de Vendôme et de Castres) e assieme alla moglie, Caterina (Catherine de Vendôme sa femme), nel 1390, stabiliscono, in caso di loro morte come andranno suddivisi i vari possedimenti tra i loro figli.
Giovanni morì l'11 giugno 1393 e fu tumulato nella chiesa di San Giorgio di Vendôme. Come dalle volontà espresse nel documento su citato, Giacomo, il primogenito, gli succedette nelle contee di La Marche e di Castres, mentre Luigi, il maschio secondogenito, sarebbe succeduto alla madre, nella Contea di Vendôme.

## Matrimonio
Giovanni aveva sposato, il 28 settembre 1364 a Parigi, Caterina di Vendôme, figlia di Giovanni VI di Vendôme, Conte di Vendôme e di Castres e di Giovanna di Ponthieu.
Giovanni da Caterina ebbe sette figli:
- Giacomo II (1370-1438), conte di La Marche[12] e di Castres[8];
- Isabella (1373-?), una suora di Poissy, citata solo nei Cahiers de Saint-Louis[10];
- Luigi (1376-1446), conte di Vendôme[8][12];
- Giovanni (1378-1457), signore di Carency[8], sposò in prime nozze Caterina d'Artois, sposò in seconde nozze Jeanne de Vendômois[13];
- Anna (1380-1408)[8], sposò in prime nozze Giovanni di Valois-Berry, conte di Montpensier, e in seconde nozze Ludovico VII di Baviera[7];
- Maria (1386-11 settembre 1463), Signora di Brehencourt, sposò Jean de Baynes, Signore di Croix[14];
- Carlotta (1388-1433), sposò Giano di Lusignano, re di Cipro[15].

## Ascendenza
|                                   |                        |                                 | Genitori                           |  |  | Nonni |  |  | Bisnonni            |  |  | Trisnonni           |  |
|                                   |                        |                                 |                                    |  |  |       |  |  | Roberto di Clermont |  |  | Luigi IX di Francia |  |
|                                   |                        |                                 |                                    |  |  |       |  |  | Roberto di Clermont |  |  | Luigi IX di Francia |  |
|                                   |                        | Margherita di Provenza          |                                    |  |  |       |  |  | Roberto di Clermont |  |  |                     |  |
| Luigi I di Borbone                |                        |                                 |                                    |  |  |       |  |  | Roberto di Clermont |  |  |                     |  |
|                                   |                        | Beatrice di Borgogna-Borbone    | Giovanni di Borgogna-Borbone       |  |  |       |  |  |                     |  |  |                     |  |
|                                   |                        | Beatrice di Borgogna-Borbone    | Giovanni di Borgogna-Borbone       |  |  |       |  |  |                     |  |  |                     |  |
|                                   |                        | Beatrice di Borgogna-Borbone    | Agnese di Borbone-Dampierre        |  |  |       |  |  |                     |  |  |                     |  |
| Giacomo I di Borbone-La Marche    |                        | Beatrice di Borgogna-Borbone    |                                    |  |  |       |  |  |                     |  |  |                     |  |
|                                   |                        | Giovanni II d'Avesnes           | Giovanni I d'Avesnes               |  |  |       |  |  |                     |  |  |                     |  |
|                                   |                        | Giovanni II d'Avesnes           | Giovanni I d'Avesnes               |  |  |       |  |  |                     |  |  |                     |  |
|                                   |                        | Giovanni II d'Avesnes           | Adelaide d'Olanda                  |  |  |       |  |  |                     |  |  |                     |  |
| Maria di Avesnes                  |                        | Giovanni II d'Avesnes           |                                    |  |  |       |  |  |                     |  |  |                     |  |
|                                   |                        | Filippa di Lussemburgo          | Enrico V di Lussemburgo            |  |  |       |  |  |                     |  |  |                     |  |
|                                   |                        | Filippa di Lussemburgo          | Enrico V di Lussemburgo            |  |  |       |  |  |                     |  |  |                     |  |
|                                   |                        | Filippa di Lussemburgo          | Margherita di Bar                  |  |  |       |  |  |                     |  |  |                     |  |
| Giovanni I di Borbone-La Marche   |                        | Filippa di Lussemburgo          |                                    |  |  |       |  |  |                     |  |  |                     |  |
|                                   | Giacomo I di Châtillon | Guido II di Châtillon           |                                    |  |  |       |  |  |                     |  |  |                     |  |
|                                   | Giacomo I di Châtillon | Guido II di Châtillon           |                                    |  |  |       |  |  |                     |  |  |                     |  |
|                                   | Giacomo I di Châtillon | Matilde di Brabante             |                                    |  |  |       |  |  |                     |  |  |                     |  |
| Ugo di Châtillon                  | Giacomo I di Châtillon |                                 |                                    |  |  |       |  |  |                     |  |  |                     |  |
|                                   |                        | Catherine de Carency            | Nicolas de Conde                   |  |  |       |  |  |                     |  |  |                     |  |
|                                   |                        | Catherine de Carency            | Nicolas de Conde                   |  |  |       |  |  |                     |  |  |                     |  |
|                                   |                        | Catherine de Carency            | Catherine de Cayeu dite de Carency |  |  |       |  |  |                     |  |  |                     |  |
| Giovanna di Châtillon             |                        | Catherine de Carency            |                                    |  |  |       |  |  |                     |  |  |                     |  |
|                                   |                        | Renaud de Dargies et de Catheux | Gaubert de Dargies                 |  |  |       |  |  |                     |  |  |                     |  |
|                                   |                        | Renaud de Dargies et de Catheux | Gaubert de Dargies                 |  |  |       |  |  |                     |  |  |                     |  |
|                                   |                        | Renaud de Dargies et de Catheux | Ide de Nesle                       |  |  |       |  |  |                     |  |  |                     |  |
| Giovanna de Dargies et de Catheux |                        | Renaud de Dargies et de Catheux |                                    |  |  |       |  |  |                     |  |  |                     |  |
|                                   |                        | Agnes de Bruyères               | …                                  |  |  |       |  |  |                     |  |  |                     |  |
|                                   |                        | Agnes de Bruyères               | …                                  |  |  |       |  |  |                     |  |  |                     |  |
|                                   |                        | Agnes de Bruyères               | …                                  |  |  |       |  |  |                     |  |  |                     |  |
|                                   |                        | Agnes de Bruyères               |                                    |  |  |       |  |  |                     |  |  |                     |  |

### Fonti primarie
- (LA)  Chronologia Johannes de Bek.
- (LA)  (FR)  Titres de la maison ducale de Bourbon, tome premier

### Letteratura storiografica
- (FR) André Du Chesne, Histoire De La Maison De Chastillon Svr Marne, Cramoisy, 1621.
- (FR)  Histoire généalogique et chronologique de la maison royale de France.
- (FR)  #ES Histoire du Bourbonnais et des Bourbons qui l'ont possédé, Volume 1.